# Lingua konkani
La lingua konkani (nome nativo कोंकणी koṃkaṇī) è una lingua indoaria parlata in India. Nel 2011, è parlato nella sola India da 2,3 milioni di parlanti.

## Distribuzione geografica
Gran parte dei parlanti di konkani è situata nella regione del Konkan che include Goa, Dadra e Nagar Haveli, la costa meridionale del Maharashtra, e la parte costiera del Karnataka e del Kerala. L'emigrazione ha portato la lingua anche in paesi stranieri, come Canada, Emirati Arabi Uniti e Kenya.

### Lingua ufficiale
La lingua konkani è una delle 22 lingue ufficialmente riconosciute dall'allegato VIII della Costituzione dell'India. La lingua konkani in alfabeto devanagari è la lingua ufficiale dello stato indiano di Goa.

## Classificazione
Secondo lo standard ISO 639 il codice kok individua una macrolingua composta da:
- lingua konkani [codice ISO 639-3 [knn]
- lingua konkani goana [gom]

## Sistema di scrittura
La lingua konkani può essere scritta in alfabeto devanagari, in alfabeto latino e in alfabeto kannada. 
The Goa, Daman and Diu Official Language Act del 1987 attribuisce espressamento lo status di lingua ufficiale al konkani scritto in devanagari; la decisione fu contestata violentemente e tuttora il mancato riconoscimento del konkani scritto in caratteri latini è causa di dibattito.